# Locon
Locon település Franciaországban, Pas-de-Calais megyében. Lakosainak száma 2332 fő (2022. január 1.). Locon Annezin, Beuvry, La Couture, Essars, Hinges és Lestrem községekkel határos.

## Népesség
A település népességének változása:
| Lakosok száma | 2320 | 2385 | 2435 | 2465 | 2430 | 2396 | 2361 | 2342 | 2332 |
|               | 2013 | 2015 | 2016 | 2017 | 2018 | 2019 | 2020 | 2021 | 2022 |